# Чемпионат СССР по самбо
Чемпионат СССР по самбо — спортивное соревнование по самбо среди любителей. Становление этого вида борьбы происходило в СССР в 1920—1930-х годах. Первый чемпионат был проведён в 1939 году. В дальнейшем чемпионаты проводились ежегодно, за исключением чемпионатов 1941—1946 годов, которые не были проведены в связи с Великой Отечественной войной. Также не были проведены чемпионаты 1953 и 1957 годов. Чемпионаты 1973, 1979 и 1983 годов были проведены в рамках финальных соревнований Спартакиады народов СССР. Последний чемпионат СССР прошёл в 1991 году.
| Год  | №              | Дата                                   | Место проведения                                   |
| ---- | -------------- | -------------------------------------- | -------------------------------------------------- |
| 1939 | 1-й чемпионат  | 15 — 18 ноября 1939                    | Ленинград, РСФСР                                   |
| 1940 | 2-й чемпионат  | 28 ноября — 1 декабря 1940             | Москва, РСФСР                                      |
| 1947 | 3-й чемпионат  | 16—18 декабря 1947                     | Москва, РСФСР                                      |
| 1948 | 4-й чемпионат  | 20—23 октября 1948                     | Москва, РСФСР                                      |
| 1949 | 5-й чемпионат  | 16—20 октября 1949                     | Ленинград, РСФСР                                   |
| 1950 | 6-й чемпионат  | 17—23 октября 1950                     | Казань, РСФСР                                      |
| 1951 | 7-й чемпионат  | 20—23 сентября 1951                    | Таллин, Эстонская ССР                              |
| 1952 | 8-й чемпионат  | 19—23 октября 1952                     | Ростов-на-Дону, РСФСР                              |
| 1954 | 9-й чемпионат  | 3—8 апреля 1954                        | Харьков, Украинская ССР                            |
| 1955 | 10-й чемпионат | 10—14 мая 1955                         | Рига, Латвийская ССР                               |
| 1956 | 11-й чемпионат | 21—25 октября 1956                     | Ленинград, РСФСР                                   |
| 1958 | 12-й чемпионат | 4—6 апреля 1958                        | Минск, Белорусская ССР                             |
| 1959 | 13-й чемпионат | 2—5 апреля 1959                        | Москва, РСФСР                                      |
| 1960 | 14-й чемпионат | 22—25 октября 1960                     | Киев, Украинская ССР                               |
| 1961 | 15-й чемпионат | 26—29 октября 1961                     | Тбилиси, Грузинская ССР                            |
| 1962 | 16-й чемпионат | 27—30 сентября 1962                    | Кишинёв, Молдавская ССР                            |
| 1963 | 17-й чемпионат | 4—6 октября 1963                       | Тбилиси, Грузинская ССР                            |
| 1964 | 18-й чемпионат | 26—29 декабря 1964 18—20 декабря 1964  | Москва, РСФСР Минск, Белорусская ССР               |
| 1965 | 19-й чемпионат | 11—12 декабря 1965                     | Пермь, РСФСР                                       |
| 1966 | 20-й чемпионат | 28—30 октября 1966                     | Тбилиси, Грузинская ССР                            |
| 1967 | 21-й чемпионат | 2—3 декабря 1967                       | Минск, Белорусская ССР                             |
| 1968 | 22-й чемпионат | 21—24 ноября 1968                      | Липецк, РСФСР                                      |
| 1969 | 23-й чемпионат | 21—23 ноября 1969                      | Дзержинск, РСФСР                                   |
| 1970 | 24-й чемпионат | 15—18 октября 1970 22—22 сентября 1970 | Коммунарск, Украинская ССР Душанбе, Таджикская ССР |
| 1971 | 25-й чемпионат | 16—18 июля 1971                        | Москва, РСФСР                                      |
| 1972 | 26-й чемпионат | 19—22 октября 1972                     | Красноярск, РСФСР                                  |
| 1973 | 27-й чемпионат | 26 февраля—4 марта 1973                | Майкоп, РСФСР                                      |
| 1974 | 28-й чемпионат | 13—17 марта 1974                       | Каунас, Литовская ССР                              |
| 1975 | 29-й чемпионат | 4—6 июля 1975                          | Тбилиси, Грузинская ССР                            |
| 1976 | 30-й чемпионат | 13—18 июня 1976                        | Барнаул, РСФСР                                     |
| 1977 | 31-й чемпионат | 14—15 июля 1977                        | Караганда, Казахская ССР                           |
| 1978 | 32-й чемпионат | 13—17 июня 1978                        | Ташкент, Узбекская ССР                             |
| 1979 | 33-й чемпионат | 11—15 июня 1979                        | Москва, РСФСР                                      |
| 1980 | 34-й чемпионат | 17—20 июня 1980                        | Фрунзе, Киргизская ССР                             |
| 1981 | 35-й чемпионат | 9—12 июля 1981                         | Караганда, Казахская ССР                           |
| 1982 | 36-й чемпионат | 24—27 марта 1982                       | Барнаул, РСФСР                                     |
| 1983 | 37-й чемпионат | 30 июля—3 августа 1983                 | Москва, РСФСР                                      |
| 1984 | 38-й чемпионат | 15—16 февраля 1984                     | Андропов, РСФСР                                    |
| 1985 | 39-й чемпионат | 10—14 июня 1985                        | Ленинград, РСФСР                                   |
| 1986 | 40-й чемпионат | 7—8 июня 1986                          | Пермь, РСФСР                                       |
| 1987 | 41-й чемпионат | 12—15 марта 1987                       | Ташкент, Узбекская ССР                             |
| 1988 | 42-й чемпионат | 28—31 июля 1988                        | Омск, РСФСР                                        |
| 1989 | 43-й чемпионат | 8—11 июля 1989                         | Алма-Ата, Казахская ССР                            |
| 1990 | 44-й чемпионат | 10—15 июля 1990                        | Калинин, РСФСР                                     |
| 1991 | 45-й чемпионат | 4—19 июля 1991                         | Минск, Белорусская ССР                             |